# Halvcell
Reaktionen i en elektrokemisk cell delas in i två halvceller. I dessa halvceller sker en oxidation och en reduktion. Oxidation och reduktion kallas även för ett redoxsystem eller redoxpar.

## Halvceller vid korrosion
Vid korrosion reduceras ett oxidationsmedel vid reduktion medan metallen angrips vid oxidation. Eftersom elektroner är laddade söker de sig till högre elektrisk potential. Alltså måste elektronerna kunna vandra från anodytan till katodytan för att en metall skall kunna korrodera.